# Juan Miguel Villar Mir
Juan Miguel Villar Mir (Madrid, 30 de septiembre de 1931-Madrid, 6 de julio de 2024), i marqués de Villar Mir. fue un ingeniero de caminos y empresario español, fundador del grupo industrial e inmobiliario Villar Mir.
Doctor ingeniero de Caminos, Canales y Puertos, ejerció diversos cargos en la Administración Pública durante la dictadura de Francisco Franco y en la Transición. Llegó a ser vicepresidente tercero del Gobierno para Asuntos Económicos y ministro de Hacienda en el Gobierno de Carlos Arias Navarro.

## Biografía
Estudió en el Colegio del Pilar de Madrid. Se licenció en la Escuela Técnica Superior de Ingenieros de Caminos, Canales y Puertos de Madrid, fue el número 1 en su promoción y obtuvo muy tempranamente el doctorado. Nada más licenciarse, completó su formación técnica en Estados Unidos, y a su vuelta obtuvo dos cátedras universitarias, una en la Escuela de Ingenieros de Caminos y otra en la de Ingeniería de Obras Públicas, ambas en Madrid. Desarrolló parte de su carrera en la Universidad Politécnica de Madrid con su condición añadida de Catedrático.[cita requerida]

### Carrera política
En 1958 fue contratado por la Administración como funcionario del Puerto de Cádiz. En 1961 fue nombrado subdirector general de Puertos y Señales Marítimas y en 1964 director general de Empleo. En 1967 accedíó a la presidencia del Fondo Nacional de Protección del Trabajo. A finales de la década de 1960 se convertía en presidente de la empresa Altos Hornos de Vizcaya, así como de sus filiales Altos Hornos del Mediterráneo e Hidronitro Española.
Fue ministro de Hacienda y vicepresidente tercero del Gobierno para Asuntos Económicos en el primer Gobierno del reinado de Juan Carlos I, entre el 12 de diciembre de 1975 y el 5 de julio de 1976, presidido por Carlos Arias Navarro.
Asimismo fue presidente de la eléctrica cántabra Electra de Viesgo.

### Trayectoria empresarial
En 1987 adquirió a Altos Hornos de Vizcaya la constructora Obrascon por la cantidad de una peseta, que finalmente en 1999 se convirtió en la actual OHL. También fundó el Grupo Villar Mir, en el que agrupó diferentes empresas energéticas (Villar Mir Energía, que posteriormente adquirió Céntrica Energía), siderometalúrgicas (Ferroatlántica), de fertilizantes (Fertiberia) y de construcción (Grupo OHL y Pacadar).
En 2018, Villar Mir y su familia tuvieron que ceder la gestión y el control del capital de OHL, forzada por el peso de la deuda de la entidad y algunas malas decisiones corporativas.
Fue presidente de la Fundación COTEC entre 2012 y 2014, en la que sustituyó a José Ángel Sánchez Asiaín y fue sustituido por Cristina Garmendia.
El 5 de noviembre de 2013 se convirtió en académico numerario (medalla núm. 37) de la Real Academia de Ciencias Morales y Políticas.
Como presidente de la constructora OHL, solicitó permiso a la archidiócesis de Madrid para la instalación de una capilla en la planta 33 de la Torre Emperador Castellana, que es por el momento la capilla con sagrario más alta de Europa.

### Candidato a la presidencia del Real Madrid
Villar Mir fue uno de candidatos a la presidencia del Real Madrid Club de Fútbol en las elecciones de febrero de 1995, pero finalmente se unió a la candidatura de Ramón Mendoza, que resultó ganadora. Ocupó la vicepresidencia del club, como responsable de asuntos económicos, hasta presentar su dimisión en julio de 1995, por desacuerdos en la gestión financiera con otros miembros de la directiva.
En 2006 se presentó de nuevo a las elecciones presidenciales del club madridista, recibiendo 6 702 votos, por detrás de los 8 343 votos de Ramón Calderón y los 8 098 de Juan Palacios. Los comicios, sin embargo, estuvieron envueltos de una gran polémica, al ser anulado el voto por correo, a petición de Calderón, por presuntas irregularidades. Villar Mir, que consideró los comicios fraudulentos, impugnó la anulación del sufragio postal, aunque el Juzgado de Primera Instancia número 47 de Madrid no le dio la razón, tras lo cual renunció a seguir con la vía judicial. Las posteriores investigaciones policiales revelaron que los votos no contabilizados hubiesen favorecido mayoritariamente a la candidatura de Villar Mir, aunque no lo suficiente para ganar los comicios.

### Investigaciones judiciales
Juan Miguel Villar Mir estuvo investigado por los "papeles de Bárcenas", donde apareció en enero de 2013 como "uno de los constructores que realizó donaciones ilegales al PP a cambio de contratos". Fue imputado en varias causas por financiar irregularmente al partido conservador así como por pagar supuestas comisiones a fundaciones relacionadas con el Partido Popular y el PSOE.
Apareció implicado en el caso Son Espases, que instruyó el juez José Castro, quien archivó las actuaciones relacionadas con el constructor en junio de 2017.
En abril de 2017 el juez titular del Juzgado Central de Instrucción 6 de la Audiencia Nacional Eloy Velasco requirió información acerca de una lista de 60 personas entre las que figuraban Eduardo Zaplana y Villar Mir por su presunta vinculación en la Operación Lezo. Posteriormente, el 16 de mayo, Villar Mir pasó a ser investigado en dicha trama de corrupción. El 6 de febrero de 2018 declaró como investigado en el Juzgado Central de Instrucción 6 de la Audiencia Nacional por las obras en el tren de Navalcarnero. Posteriormente, el juez volvió a citarle para el 21 de marzo de 2018. En 2020 el juez Manuel García-Castellón archivó la causa abierta contra Villar Mir, por la presunta adjudicación irregular de las obras del tren de Navalcarnero (Madrid), una pieza separada del caso Lezo.

## Título nobiliario
Amigo personal del rey Juan Carlos I, el 3 de febrero de 2011 le concedió el título de marqués de Villar Mir.

## Reconocimientos
- Gran Cruz de la Orden del Mérito Civil (1966)[22]
- Gran Cruz (con distintivo blanco) de la Orden del Mérito Militar (1968)[23]
- Gran Cruz de la Real y Muy Distinguida Orden de Carlos III (1976)[24]
- Gran Cruz de la Orden del Dos de Mayo (2011)[25]
- Gran Cruz de la Orden de Isabel la Católica (2011)[26]